# Siewierstal Czerepowiec (piłka siatkowa)
Siewierstal Czerepowiec  - żeński klub piłki siatkowej z Rosji. Swoją siedzibę ma w mieście Czerepowiec. Został założony w 1999 r. Od sezonu 2011/2012 występuje w Superlidze.

## Historia
| sezon     | liga                   | pozycja |
| --------- | ---------------------- | ------- |
| 1999/2000 | II                     | 7       |
| 2000/2001 | I B                    | 4       |
| 2001/2002 | I                      | 5       |
| 2002/2003 | I                      | 1       |
| 2003/2004 | Wyższa Liga B (Europa) | 2       |
| 2004/2005 | Wyższa Liga A (Europa) | 4       |
| 2005/2006 | Wyższa Liga A          | 5       |
| 2006/2007 | Wyższa Liga A          | 4       |
| 2007/2008 | Wyższa Liga A          | 2       |
| 2008/2009 | Wyższa Liga A (Europa) | 4       |
| 2009/2010 | Wyższa Liga A (Europa) | 5       |
| 2010/2011 | Wyższa Liga A          | 1       |
| 2011/2012 | Superliga              | 10      |
| 2012/2013 | Superliga              |         |

## Zawodniczki

### Skład zespołu w sezonie 2012/2013
- Julija Kutiukowa
- Anna Matijenko
- Natalja Dianska
- Olga Jefimowa
- Jelena Alajbeg
- Jovana Vesović